# Восточногерманские анекдоты
Восточногерманские анекдоты — совокупность анекдотов о ГДР, которые отражали повседневную жизнь граждан ГДР.

## Отличительные характеристики

### Игра слов

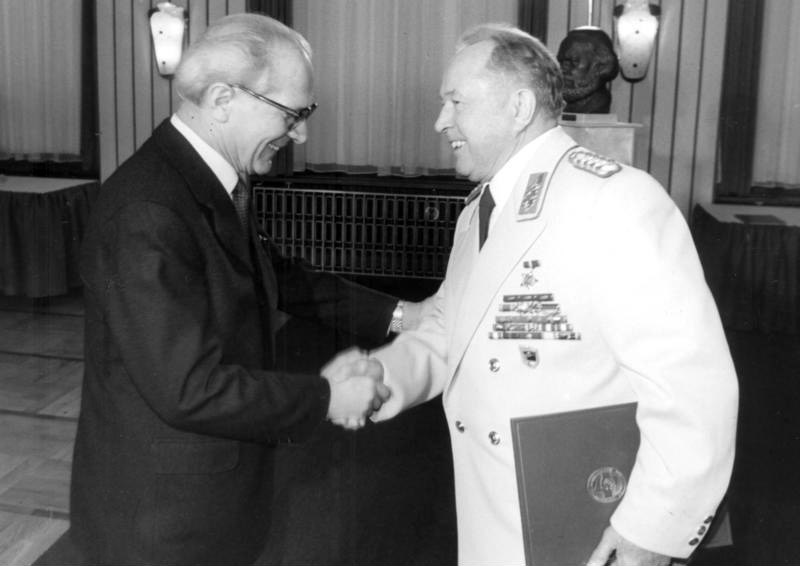
Эрих Хонеккер вручает награду начальнику Штази Эриху Мильке

Как и многие анекдоты в немецком языке, анекдоты эпохи ГДР зачастую основываются на игре слов немецкого языка, которая подразумевают двоякое толкование, вследствие чего многие анекдоты очень трудно перевести на любой другой язык, не утратив игру слов. Помимо этого, сам синтаксис немецкого языка с использованием сложных слов и связанных с ними конструкций позволяет истолковать одно и то же предложение двумя способами, не добавляя и не убавляя ничего. По мнению немецкого писателя Хансгеорга Штенгеля, даже сами немцы не способны говорить верно по-немецки, поскольку их грамматические оговорки также представляют собой разновидность юмора под названием Stilblüten («ляпы»).
В ГДР игра слов зачастую была связана с политикой: правившей Социалистической единой партией Германии (СЕПГ) и её руководством, а также тайной полицией «Штази». Обыгрываемые слова носили, как правило, провокационный смысл и являлись формой протеста против тех или иных действий властей.

— В чём разница между Хонеккером и телефонной трубкой?
— Ни в чём! Повесьте и попробуйте ещё раз.

В немецком оригинале в ответной реплике были даны глаголы aufhängen и neuwählen, которые могут переводиться как «повесить трубку, набрать ещё раз», так и «повесить [человека], проголосовать ещё раз».

— За что арестовали диктора на железнодорожной станции?
— Когда приезжал поезд Эриха Хонеккера, он заявил: «Пожалуйста, уйдите!»

В оригинале диктор говорил Zurücktreten, bitte!. Глагол zurücktreten может переводиться как «отойти назад» и «уйти в отставку».
Также для юмора ГДР характерно обыгрывание сходств и различий литературного немецкого языка с саксонским диалектом:

Звонок в дверь. Женщина подходит к двери, после чего возвращается и говорит мужу:
— Дитер, там какой-то мужчина постоянно спрашивает «Тати-тата?», выйди посмотри.
Муж идёт к двери, возвращается и сквозь смех говорит:
— Да это мой знакомый из Саксонии, который говорит «А Дитер там?».

В оригинале саксонец говорил на верхнесаксонском диалекте «s do Dieto da?» (в литературном немецком Ist der Dieter da? — «Дитер там [дома]?»), что схоже со звуком полицейской сирены, передаваемым в немецком как Tatü tata.

### Тематика

#### Берлинская стена
Традиционными темами анекдотов были обыденная жизнь (в том числе и товарный дефицит), общество и культура ГДР, внутренняя политика, отношения СССР и США, а иногда и стереотипы о саксонцах и жителях Центральной Германии (различия в языке и культуре). Хотя ГДР традиционно называлась «витриной социализма», проблемы дефицита и свободы слова не обходили её стороной. Особое место в юморе ГДР занимала Берлинская стена и потенциальная эмиграция на запад в связи с недовольством существующими в стране порядками:

— Можно ли использовать банан вместо компаса?
— Можно, поместите его на Берлинскую стену. Где его надкусят — там Восток.

Два мальчика переговариваются через берлинскую стену:
— А у меня апельсин! — хвастает западный берлинец.
— А у нас социализм!
— Подумаешь! Мы, если захотим, тоже сделаем социализм!
— А тогда у тебя апельсина не будет!

— Что будет, если упадет берлинская телебашня?
— На Запад будем ездить на лифте.

#### Быт и дефицит
Ещё одной распространённой темой анекдотов являлся дефицит товаров и имеющиеся товары. В послевоенные годы в ФРГ действовала рыночная экономика, а в ГДР — плановая экономика. Несмотря на то, что самый высокий объём производства на душу населения в странах Восточного блока был именно в ГДР, вместе с самым высоким уровнем жизни, у ГДР был серьёзный внешний долг, что сказывалось серьёзно на уровне жизни. Вследствие этого герои анекдотов зачастую не покупали товары, а «доставали» их. 
Другой ситуацией, связанной с дефицитом, была поставка товаров из ФРГ от родственников или близких друзей, факт которой в ГДР официально отрицался на всех уровнях. Масштаб ситуаций в анекдотах иногда доводился до абсурда:

— Дорогая, я только что прочитал, что ГДР входит в десятку самых развитых стран мира. Я, пожалуй, напишу об этом нашему дяде Герберту в Дюссельдорф.
— Напиши, дорогой. И не забудь попросить, чтобы он опять привёз нам на Пасху пару рулонов туалетной бумаги.

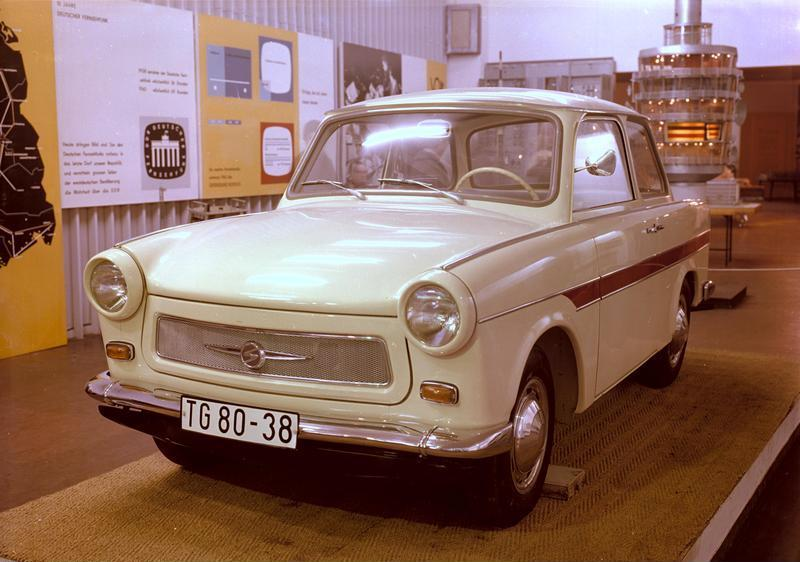
Автомобиль Trabant 601 (1963 год)

Автомобиль Trabant 601, являвшийся символом эпохи — «народным» автомобилем, самым дешёвым в ГДР, стал объектом множества анекдотов. При этом объёмы производства автомобиля не догоняли уровень спроса, что приводило к созданию долгих очередей на покупку автомобиля, типичных и для советских анекдотов. Более того, достаточно часто в анекдотах автомобиль необходимо было чинить после мельчайшей неисправности, возникавшей в безобидной ситуации, либо же толкать в случае глушения двигателя, а саму машину в шутку сравнивали с платяным шкафом по уровню аэродинамики. Даже сам номер машины 601 был объектом множества шутливых расшифровок, ключевую роль в котором играла цифра 1:

Trabant 601 — 600 человек заказали машину, а получил всего один!
Trabant 601 — 600 машин выставлены к продаже, а покупатель всего один!
Trabant 601 — место для 6 человек, удобство для 0 человек, толкает 1 человек.

Автомобиль Trabant можно легко вывести из строя, если просто прилепить жевательную резинку на шоссе.

— Самая длинная машина на рынке — это Trabant длиной 12 метров.
— А почему 12?
— Длина самой машины — 2 метра, а длина дыма из выхлопной трубы — 10 метров.

#### Политика и свобода слова
Основным мотивом бегства из ГДР через Берлинскую стену были не только желание наладить материальное положение, но и персональная свобода в связи с тем, что СЕПГ подавляла любое инакомыслие и благодаря «штази» создала сеть осведомителей. Восточные немцы не могли свободно путешествовать и выезжать за рубеж. В анекдотах ситуация представлялась так, что сходилась до степени слияния с романом Джорджа Оруэлла «1984».

Сотрудник госбезопасности спрашивает прохожего на улице:
— Как Вы оцениваете политическую ситуацию в стране?
— Я думаю...
— Достаточно. Вы арестованы.

Жителю ГДР отключили телефон. Он решил выяснить причину. Ему ответили:
— Вы оклеветали органы государственной безопасности.
— Это каким же образом?
— Вы многократно говорили по телефону, что Ваш телефон прослушивается.

До абсурда доводились и действия политиков в анекдотах: масштаб их деятельности сатирически раздувался, правящая партия зачастую навязывала свою точку зрения многочисленными лозунгами и церемониями, направленными на восхваление деятельности коммунистической партии и Эриха Хонеккера. Упор в анекдотах делался на возраст политиков (так называемая геронтократия) и их здоровье, которое не позволяло им принимать адекватные решения.

Программа IX партийного съезда:
1. Внос президиума.
2. Синхронизация сердечных электростимуляторов.
3. Исполнение песни «Мы – молодая гвардия пролетариата».

В связи с тем, что официальная пропаганда использовала очень часто словосочетание Unsere DDR, оно приобрело оттенок надоедливости и занудства при употреблении в анекдотах.

— Какие существуют три великие державы на букву U?
— США (USA), СССР (UdSSR) и Наша ГДР (Unsere DDR).
Оригинальный текст (нем.)— Was sind die drei großen Nationen der Welt, beginnend mit "U"? — USA, UDSSR, und unsere DDR.

Хонекер разговаривает с фигуристкой Катариной Витт после очередной победы на чемпионате мира:
— Что бы вы хотели получить в подарок?
— Я бы хотела, товарищ Хонекер, — сказала Витт, — чтобы все, кто этого хочет, смогли бы свободно покинуть ГДР и увидеть мир, как я.
— Я надеюсь, что правильно понял ваш намёк, — ответил Хонекер, — вы хотели бы остаться со мной наедине.

### Сходство с советскими анекдотами

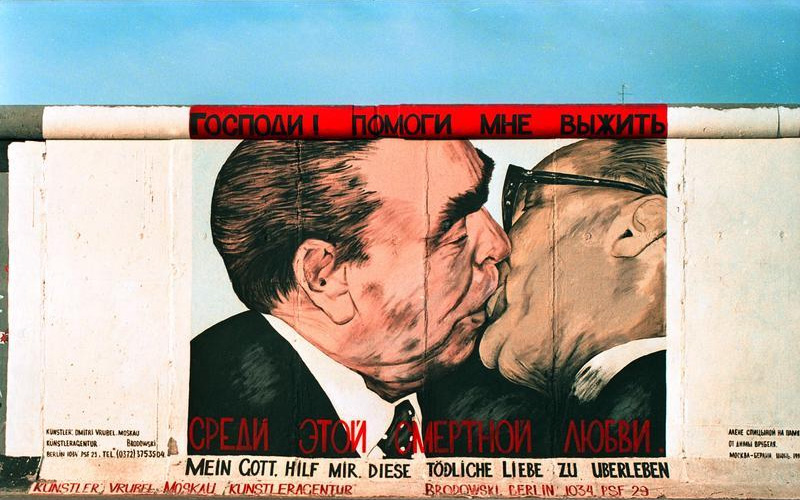
Граффити «Господи! Помоги мне выжить среди этой смертной любви» с изображением целующихся Леонида Брежнева и Эриха Хонеккера. Дмитрий Врубель, 1990, 2009 гг. East Side Gallery, Берлин

Героями в восточногерманских анекдотах зачастую были генеральный секретарь Социалистической единой партии Германии Эрих Хонеккер (нередко обыгрывался его поцелуй с Брежневым) и министр государственной безопасности (глава Штази) Эрих Мильке. Однако анекдоты с этими личностями схожи до неотличимости с советскими анекдотами про Ленина, Сталина, Хрущёва или Брежнева, вследствие чего трудно установить, что является оригинальным немецким анекдотом, а что — адаптацией советского. Также значительная часть анекдотов о Штази схожа с анекдотами о КГБ или советской милиции.

— Почему офицеры штази ходят по трое?
— Один умеет читать, другой — писать, а третий следит за этими интеллектуалами.

— Как определить, что штази установило в квартире подслушивающее устройство?
— Поставлен новый шкаф, а на улице стоит машина с генератором.

Зачастую героями анекдотов ГДР становились типичные универсальные герои анекдотов: так, маленький Джонни (англ. Little Johnny), который является героем шуток в США и Великобритании, в русском фольклоре известен как Вовочка, а в Германии — Фрицхен. Тем не менее, в ГДР были и собственные анекдоты, которые переводились на русский. Один из анекдотов об Эрихе Хонеккере попал в оскароносный фильм «Жизнь других» (2006 год); героем похожего анекдота в СССР был Леонид Брежнев.

Эрих Хонеккер приходит на работу и видит Солнце, после чего говорит:
— Доброе утро, солнышко!
— Доброе утро, дорогой Эрих! — отвечает солнце.
В полдень Хонеккер подходит к окну и снова видит солнце, после чего говорит:
— Добрый день, солнышко!
— Добрый день, дорогой Эрих! — отвечает солнце.
Вечером Хонеккер, уходя с работы, снова видит солнце в окне и говорит:
— Добрый вечер, солнышко!
В ответ молчание. Хонеккер переспрашивает:
— Добрый вечер, солнышко! Почему ты не отвечаешь?
— Иди ты к чёрту, я уже на Западе! — отвечает солнце.

Серия кратких диалогов по принципу «вопрос — ответ», которая в Советском Союзе стала известной как «анекдоты про армянское радио», в ГДР и ФРГ была известна как «анекдоты от Радио Ереван» (нем. Radio Eriwan). Само название также было некоей игрой слов, поскольку слово Wahn, произносящееся точно так же в немецком, означало «чушь». Характерным является тот факт, что вопросы в таких анекдотах носят исключительно политический характер, а ответы начинаются с фразы «В принципе да/нет…» (нем. Im Prinzip ja/nein…), за которой следует пояснение.

## Распространение
В марте 2015 года Федеральная разведывательная служба Германии рассекретила архив, в котором было собрано свыше 400 анекдотов, публиковавшихся в ГДР с 1986 по 1990 годы и направленных на критику коммунистических властей. Разведка собирала анекдоты, которые рассказывали как граждане ГДР, так и бежавшие оттуда восточные немцы. В 1986 году руководитель разведки Ханс-Георг Вик даже передал отчёт об анекдотах канцлеру ФРГ Гельмуту Колю. Полный сборник анекдотов из тех архивов был составлен историком Гансом-Германом Хертелем и журналистом Хансом-Вильгельмом Зауре, получив название «DDR-Witze aus den Geheimakten des BND» (с нем. — «Восточногерманские анекдоты из архивов Федеральной разведывательной службы»).
Основной темой анекдотов были политика и экономическое положение в обществе: разведка ФРГ таким образом могла определить реальное мнение восточных немцев о стране и власти. Согласно заявлению Эриха Мильхе в 1978 году, авторами многих анекдотов были даже чиновники СЕПГ, критиковавшие коммунистическую партию, однако Хертел опровергает это, поскольку на заре существования ГДР подобные шутки расценивались часто как антикоммунистическая агитация. 
Другая версия — о распространении анекдотов агентурой ФРГ с целью дестабилизации страны — также опровергается составителями архивов.

### На русском
- А. Томчин. Германия и немцы: о чём молчат путеводители. — 2013.
- Ступина Т. Н., Маскарова Т. А. Концепт ГЛУПОСТЬ в немецком юмористическом дискурсе // Сборник материалов 8-й Международной конференции «Иностранные языки в контексте межкультурной коммуникации». — Саратов: ИЦ Наука, 2016. — Февраль. — С. 273—277.

### На английском
- Ben Lewis. Hammer and Tickle: A Cultural History of Communism (англ.). — London: Pegasus, 2010.
- Ben Lewis. Hammer & Tickle (англ.) // Prospect Magazine. — 2006. — May.
- Rethmann P. Post-Communist Ironies in an East German Hotel (англ.) // Anthropology Today. — 2009. — Vol. 25, no. 1. — P. 21—23.
- John Rodden. Repainting the Little Red Schoolhouse: A History of Eastern German Education, 1945—1995 (англ.). — Oxford University Press, 2002. — ISBN 0-19-511244-X.

### На немецком
- Ausgelacht: DDR-Witze aus den Geheimakten des BND (нем.). — Ch. Links Verlag, 2015. — 140 S. — ISBN 3862843122.
- Clement de Wroblewsky, Michael Jost. Wo wir sind ist vorn: der politische Witz in der DDR oder die verschiedenen Feinheiten bzw. Grobheiten einer echten Volkskunst (нем.). — Rasch und Röhring, 1986. — ISBN 3-89136-093-2.
- Ingolf Franke. Das grosse DDR-Witz.de-Buch: vom Volk, für das Volk (нем.). — WEVOS, 2003. — ISBN 3-937547-00-2.
- Ingolf Franke. Das zweite grosse DDR-Witze.de Buch (нем.). — WEVOS, 2003. — ISBN 3-937547-01-0.